# David Martin (cuisinier en Belgique)
Pour les articles homonymes, voir Martin et David Martin.
Ne doit pas être confondu avec David Martin (cuisinier).
David Martin, né à Fumel (Lot-et-Garonne) en 1971, est un chef cuisinier qui a obtenu deux étoiles au Guide Michelin pour son restaurant La Paix à Anderlecht. Il présente également une émission culinaire à la télévision, Martin Bonheur.

## Prix et récompenses
- Chef de l'année au Gault & Millau 2019[3]